# Ursulinenstraße (Düren)

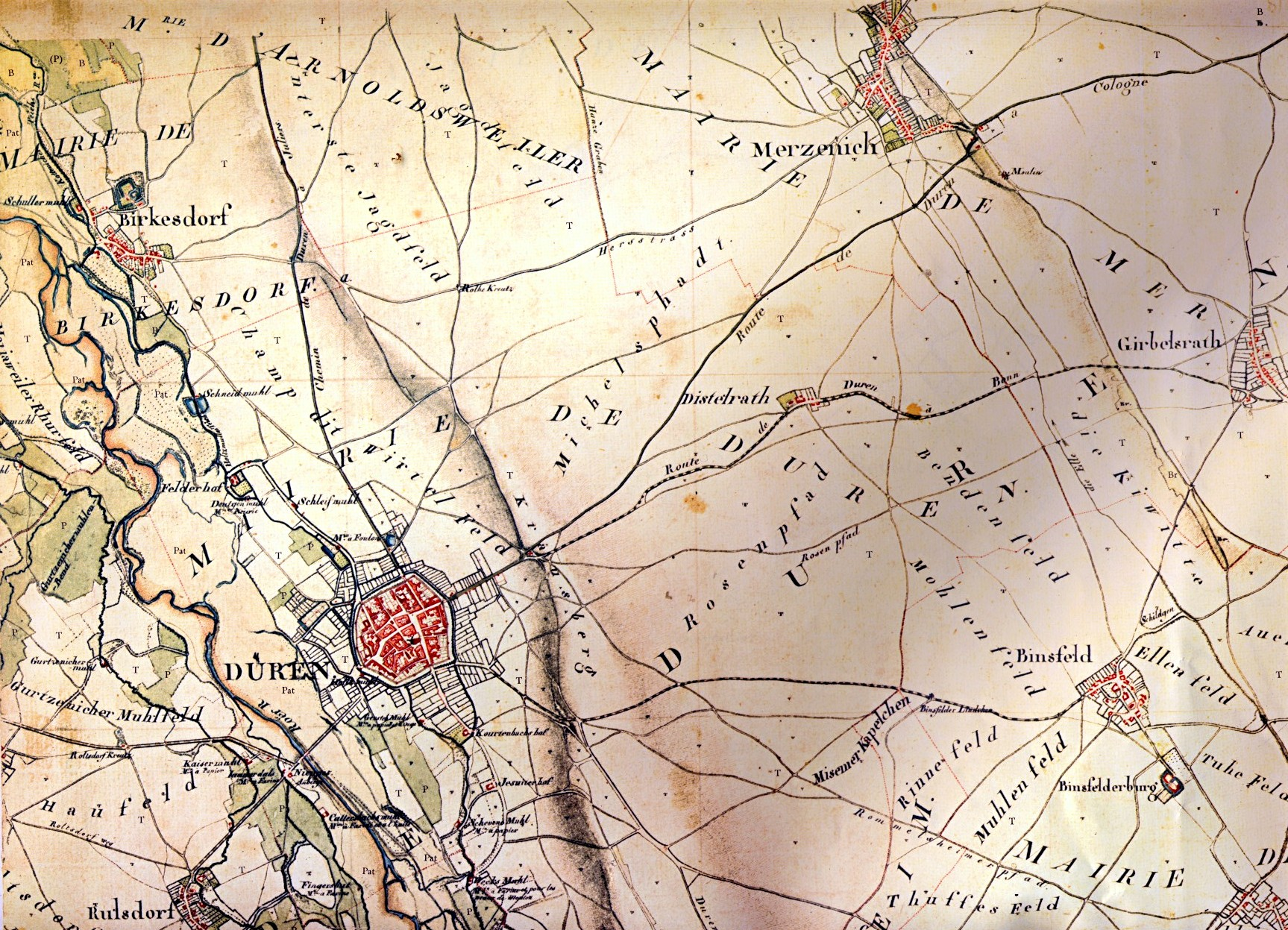

Die Ursulinenstraße in der Kreisstadt Düren (Nordrhein-Westfalen) ist eine historische Innerortsstraße.

## Lage
Die Straße beginnt an der Dechant-Vaßen-Straße und endet an der Bonner Straße. Gegenüber liegt die Frankenstraße.
An der Einmündung Bonner Straße steht das Bonnkreuz aus dem Jahr 1700.

## Geschichte
Die Straße wurde nach den Ursulinen benannt, die 1681 von Lüttich nach Düren kamen. In der Nähe der Köln-Obertor-Promenade erstreckte sich nach Osten zu ein Graben, der wegen der französischen Soldaten, die nach der Besetzung Dürens im Jahre 1794 an einer Seuche gestorben und hier begraben worden waren, Frannzosengraben und später Franzosengasse genannt wurde. Dieser Weg verlief in rechtem Winkel zur Bonner Straße. Am 22. März 1889 erklärte sich der Stadtrat mit einer Umbenennung in Ursulinenstraße einverstanden.